# Jonas Alaska
Jonas Alaska, nome d'arte di  Jonas Aslaksen (Åmli, 3 aprile 1988), è un cantautore e musicista norvegese.

## Biografia

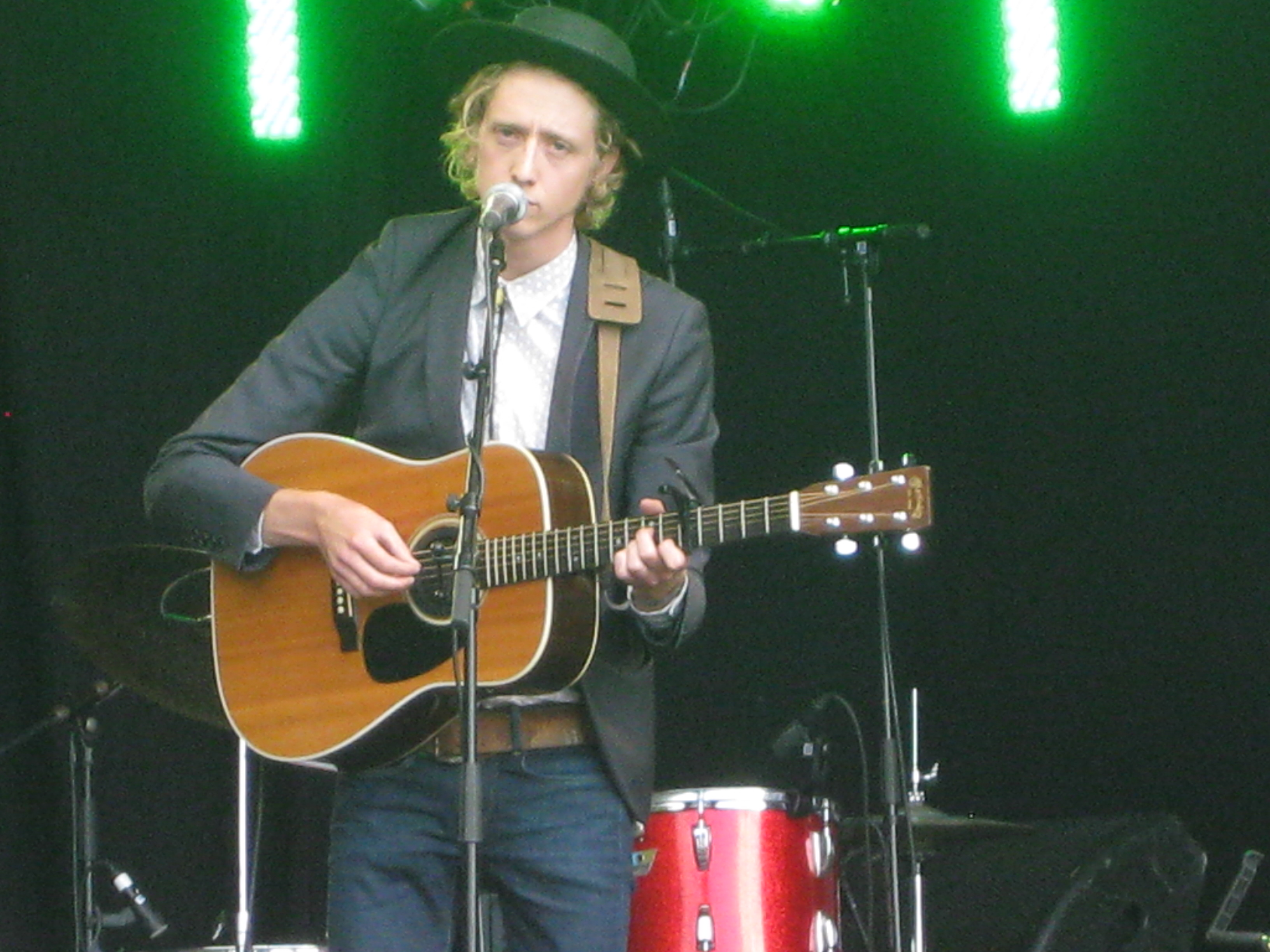
Jonas Alaska si esibisce all'Øyafestivalen del 2011

Aslaksen è un cantante e musicista (si esibisce solitamente accompagnandosi con la chitarra) originario della contea di Agder che ha studiato alla Liverpool Institute for Performing Arts e per un periodo ha suonato la batteria nella band Dalton. Nel 2011 pubblica il suo album di debutto chiamato appunto Jonas Alaska e presenta il suo singolo "October" al talkshow Senkveld med Thomas og Harald sul canale televiso norvegese TV2. Nello stesso anno vengono estratti e pubblicati anche singoli In the Backseat, Tonight, Wrote a song for you e si esibisce a numerosi festival tra i quali Øyafestivalen, Slottfjellfestivalen e By:Larm. Aslaksen viene quindi nominato a tre premi Spellemannprisen per il suo primo album e vince il premio nella categoria "Debuttanti" (perdendo in quella di "Cantautore dell'anno" e "Artista maschile dell'anno"). Nell'estate del 2012 si esibisce al festival Hovefestivalen. Nel marzo 2013 viene pubblicato il secondo album intitolato If Only As A Ghost come una delle canzoni del disco e prodotto da Kjartan Kristiansen dalla casa discografica dello stesso Jonas Alaska Long Blond Recordings sotto licenza della Sony Music Norvegia. Il suo album "Jonas Alaska" rimane nella classifica norvegese dei 40 migliori dischi del momento, pubblicata dal giornale VG, per 24 settimane (2011 e 2012) e raggiunge la quinta posizione, il suo secondo disco invece rimane sette settimane (nel 2013) in classifica e raggiunge la quarta posizione. Nel 2017 annuncia di aver creato in collaborazione con i musicisti Billie Van e Mikhael Paskalev una etichetta discografica indipendente chiamata Braveheart Records. I tre artisti nel 2019 publiccano assieme sotto il nome di Hollywood o Hollywood_Oslo il disco Close To You.

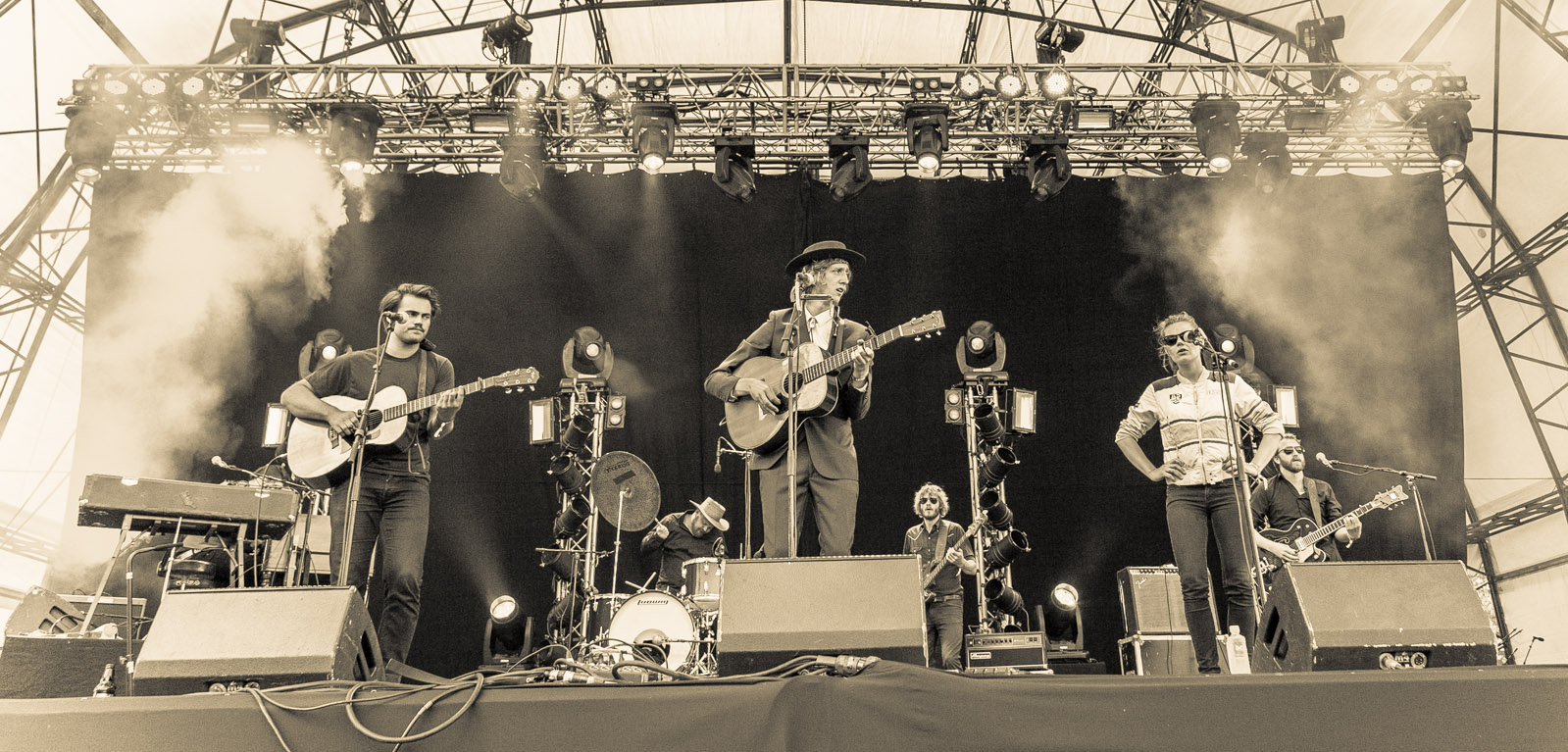
Jonas Alaska in concerto all'edizione del 2012 dell'Hovefestivalen

## Discografia

### Album
- 2011: Jonas Alaska
- 2013: If Only As a Ghost
- 2015: Younger (Columbia Records)
- 2017: Fear is a Demon (Braveheart)
- 2018: Live at Parkteater (Braveheart)
- 2020: Roof came down (Braveheart)

### Singoli e EP
- 2011: In the Backseat (singolo)
- 2011: Tonight (singolo)
- 2011: Wrote a song for you (singolo)
- 2011: October (singolo)
- 2013: I Saw You Kid (singolo)
- 2014: Summer (singolo)
- 2015: I'm Sorry (singolo)
- 2017: The Moon & The Steeple (singolo)
- 2018: The wild honey pie Buzzsession (EP)
- 2020: I Don't Wanna Die (singolo)
- 2020: Joey Poiriez (singolo)
- 2020: Goodbye (singolo)

### Compare in
- 2012: Real Ones & The Extended Family - della band Real Ones
- 2017: Hamburger Küchensessions #4 Live - registrazione live di artisti vari (Kombüse Records)
- 2018: Wait for the Morning - album e singolo di Linnea Dale
- 2018 - Nothing to sell - singolo di Charlotte Qvale
- 2019: Close To You - Hollywood_Oslo